# Pardal-pálido
O pardal-pálido (nome científico: Carpospiza brachydactyla, antiga nomenclatura: Petronia brachydactyla) é uma espécie de ave da família Passeridae. É a única espécie do género Carpospiza.
Pode ser encontrada nos seguintes países: Afeganistão, Arábia Saudita, Arménia, Azerbaijão, Catar, Chipre, Djibuti, Egito, Emirados Árabes Unidos, Eritreia, Etiópia, Geórgia, Iémen, Irão, Iraque, Israel, Jordânia, Kuwait, Líbano, Omã, Paquistão, Sudão, Síria, Turquia e Turcomenistão.
Os seus habitats naturais são: matagal árido tropical ou subtropical e campos de gramíneas de clima temperado.